# Rarezas (en vivo)
Rarezas (en vivo) es un álbum en directo del grupo chileno Los Tres, que registra el concierto que realizaron el 27 de agosto de 2022 en el Centro Cultural Matucana 100, como parte de una gira musical, también llamada Rarezas, en la que interpretaron canciones poco tocadas de su repertorio habitual.
Fue publicado en mayo de 2023 bajo el sello Revolcón, la discográfica lanzada por Álvaro Henríquez a principio de ese año.
Tras finalizar la gira Rarezas, y poco antes del estreno del álbum, Los Tres anunciaron un receso indefinido, aunque no definitivo.

## Lista de canciones
Todas las canciones escritas y compuestas por Álvaro Henríquez, excepto donde se indique. 
| N.º     | Título                                | Escritor(es)                    | Duración |  |
| 1.      | «El rey del mariscal»                 |                                 | 3:16     |  |
| 2.      | «Flores secas»                        | Álvaro Henríquez, Roberto Lindl | 6:00     |  |
| 3.      | «Lo que quieres»                      |                                 | 3:12     |  |
| 4.      | «El haz sensor»                       |                                 | 2:40     |  |
| 5.      | «No es cierto»                        | Henríquez, Lindl                | 3:42     |  |
| 6.      | «La feria verdadera»                  | Henríquez, Lindl                | 3:58     |  |
| 7.      | «Cárcel hospital y cementerio»        | Henríquez, Lindl                | 3:28     |  |
| 8.      | «Agua fría»                           |                                 | 3:45     |  |
| 9.      | «Morir de viejo»                      |                                 | 3:48     |  |
| 10.     | «La sangre en el cuerpo»              | Henríquez, Lindl                | 4:52     |  |
| 11.     | «Moizefala» (con Jazmín Gómez)        |                                 | 4:40     |  |
| 12.     | «Quizás con quién» (con Jazmín Gómez) | Henríquez, Lindl                | 3:52     |  |
| 13.     | «Diabla»                              |                                 | 3:07     |  |
| 14.     | «Fealdad»                             |                                 | 2:48     |  |
| 15.     | «Agua bendita»                        | Álvaro Henríquez, Ángel Parra   | 3:04     |  |
| 16.     | «Y para qué»                          |                                 | 3:25     |  |
| 17.     | «Seguir hasta que salga el sol»       | Henríquez, Lindl                | 4:42     |  |
| 18.     | «Rompe paga»                          |                                 | 2:07     |  |
| 19.     | «Traje desastre»                      | Henríquez, Parra, Lindl         | 3:42     |  |
| 20.     | «Viento»                              |                                 | 2:56     |  |
| 21.     | «No me falles»                        | Henríquez, Lindl                | 3:42     |  |
| 22.     | «Amores incompletos»                  | Henríquez, Lindl                | 5:46     |  |
| 23.     | «Feliz de perder»                     |                                 | 4:34     |  |
| 1:27:06 |                                       |                                 |          |  |